# アッツァーテ
アッツァーテ（伊: Azzate）は、イタリア共和国ロンバルディア州ヴァレーゼ県にある、人口約4,600人の基礎自治体（コムーネ）。

## 地理

### 位置・広がり

#### 隣接コムーネ
隣接するコムーネは以下の通り。
- ブルネッロ
- ブグッジャーテ
- クロージオ・デッラ・ヴァッレ
- ダヴェーリオ
- ガッリアーテ・ロンバルド
- スミラーゴ
- ヴァレーゼ

### 地震分類
イタリアの地震リスク階級 (it) では、4 に分類される
。

## 行政

### 分離集落
アッツァーテには、以下の分離集落（フラツィオーネ）がある。
- Castello, Erbamolle, Vegonno, Rione La Prussia, Roncasnino